# 1663 van den Bos
För andra betydelser, se Van den Bos.
1663 van den Bos eller 1926 PE är en asteroid i huvudbältet, som upptäcktes 4 augusti 1926 av den engelske astronomen Harry E. Wood i Johannesburg. Den har fått sitt namn efter den nederländsk–sydafrikanske astronomen Willem Hendrik van den Bos.
Asteroiden har en diameter på ungefär 13 kilometer och den tillhör asteroidgruppen Flora.